# فاولكس فراوكورت
فاولكس فراوكورت (بالفرنسية: Vaulx-Vraucourt)‏ هي بلدية تقع في إقليم باد كاليه من منطقة نور با دو كاليه في شمال فرنسا. تبلغ مساحة هذه المدينة 14.11 (كم²)، وترتفع عن سطح البحر 112 م، يبلغ عدد سكانها 1072 نسمة حسب إحصاء المعهد الوطني للإحصاء والدراسات الاقتصادية سنة 2009 م. وترأس Christian Hémar البلدية خلال فترة (2008-2014).